# Interlands Paraguayaans voetbalelftal 2020-2029
Deze pagina toont een chronologisch en gedetailleerd overzicht van de interlands die het Paraguayaans voetbalelftal speelt en heeft gespeeld in de periode 2020 – 2029.

## Interlands

### 2020
|                                                                           |                                   |       |                                       |                                                                                            |
| 8 oktober WK 2022 kwalificatie № 729 «onderlinge duels» 19:30 uur (UTC−3) | Paraguay                          | 2 – 2 | Peru                                  | Estadio Defensores del Chaco, Asuncion Toeschouwers: 0 Scheidsrechter: Néstor Pitana (ARG) |
| 8 oktober WK 2022 kwalificatie № 729 «onderlinge duels» 19:30 uur (UTC−3) | Ángel Romero 66' Ángel Romero 81' |       | 52' André Carrillo 85' André Carrillo | Estadio Defensores del Chaco, Asuncion Toeschouwers: 0 Scheidsrechter: Néstor Pitana (ARG) |

|                                                                            |           |                    |          |                                                                                            |
| 13 oktober WK 2022 kwalificatie № 730 «onderlinge duels» 18:00 uur (UTC−4) | Venezuela | 0 – 1              | Paraguay | Estadio Metropolitano de Mérida, Mérida Toeschouwers: 0 Scheidsrechter: Andrés Rojas (COL) |
| 13 oktober WK 2022 kwalificatie № 730 «onderlinge duels» 18:00 uur (UTC−4) |           | 85' Gastón Giménez |          | Estadio Metropolitano de Mérida, Mérida Toeschouwers: 0 Scheidsrechter: Andrés Rojas (COL) |

|                                                                             |                      |       |                         |                                                                                              |
| 12 november WK 2022 kwalificatie № 731 «onderlinge duels» 21:00 uur (UTC−3) | Argentinië           | 1 – 1 | Paraguay                | Estadio Alberto J. Armando, Buenos Aires Toeschouwers: 0 Scheidsrechter: Raphael Claus (BRA) |
| 12 november WK 2022 kwalificatie № 731 «onderlinge duels» 21:00 uur (UTC−3) | Nicolás González 41' |       | 21' (pen.) Ángel Romero | Estadio Alberto J. Armando, Buenos Aires Toeschouwers: 0 Scheidsrechter: Raphael Claus (BRA) |

|                                                                             |                                  |       |                                       |                                                                                             |
| 17 november WK 2022 kwalificatie № 732 «onderlinge duels» 20:00 uur (UTC−3) | Paraguay                         | 2 – 2 | Bolivia                               | Estadio Defensores del Chaco, Asuncion Toeschouwers: 0 Scheidsrechter: Alexis Herrera (VEN) |
| 17 november WK 2022 kwalificatie № 732 «onderlinge duels» 20:00 uur (UTC−3) | Ángel Romero 19' (pen.) Kaku 72' |       | 41' Marcelo Moreno 45' Boris Céspedes | Estadio Defensores del Chaco, Asuncion Toeschouwers: 0 Scheidsrechter: Alexis Herrera (VEN) |

### 2021
|                                                                        |         |       |          |                                                                                    |
| 3 juni WK 2022 kwalificatie № 733 «onderlinge duels» 19:00 uur (UTC−4) | Uruguay | 0 – 0 | Paraguay | Estadio Centenario, Montevideo Toeschouwers: 0 Scheidsrechter: Wilmar Roldán (COL) |
| 3 juni WK 2022 kwalificatie № 733 «onderlinge duels» 19:00 uur (UTC−4) |         |       |          | Estadio Centenario, Montevideo Toeschouwers: 0 Scheidsrechter: Wilmar Roldán (COL) |

|                                                                        |          |                               |          |                                                                                               |
| 8 juni WK 2022 kwalificatie № 734 «onderlinge duels» 20:30 uur (UTC−4) | Paraguay | 0 – 2                         | Brazilië | Estadio Defensores del Chaco, Asuncion Toeschouwers: 0 Scheidsrechter: Patricio Loustau (ARG) |
| 8 juni WK 2022 kwalificatie № 734 «onderlinge duels» 20:30 uur (UTC−4) |          | 4' Neymar 90+3' Lucas Paquetá |          | Estadio Defensores del Chaco, Asuncion Toeschouwers: 0 Scheidsrechter: Patricio Loustau (ARG) |

| Copa América 2021 |
| ----------------- |

|                                                                              |                                                                |       |                           | |
| 14 juni Copa América 2021 Groep A № 735 «onderlinge duels» 21:00 uur (UTC−3) | Paraguay                                                       | 3 – 1 | Bolivia                   | Estádio Olímpico Pedro Ludovico, Goiânia Toeschouwers: 0 Scheidsrechter: Diego Haro (PER) Video-assistent: Wagner Reway (BRA) |
| 14 juni Copa América 2021 Groep A № 735 «onderlinge duels» 21:00 uur (UTC−3) | Alejandro Romero Gamarra 62' Ángel Romero 65' Ángel Romero 80' |       | 10' (pen.) Erwin Saavedra | Estádio Olímpico Pedro Ludovico, Goiânia Toeschouwers: 0 Scheidsrechter: Diego Haro (PER) Video-assistent: Wagner Reway (BRA) |

|                                                                              |                     |       |          | |
| 21 juni Copa América 2021 Groep A № 736 «onderlinge duels» 21:00 uur (UTC−3) | Argentinië          | 1 – 0 | Paraguay | Estádio Nacional de Brasília, Brasilia Toeschouwers: 0 Scheidsrechter: Jesús Valenzuela (VEN) Video-assistent: Jhon Ospina (COL) |
| 21 juni Copa América 2021 Groep A № 736 «onderlinge duels» 21:00 uur (UTC−3) | Alejandro Gómez 10' |       |          | Estádio Nacional de Brasília, Brasilia Toeschouwers: 0 Scheidsrechter: Jesús Valenzuela (VEN) Video-assistent: Jhon Ospina (COL) |

|                                                                              |       |                                              |          | |
| 24 juni Copa América 2021 Groep A № 737 «onderlinge duels» 21:00 uur (UTC−3) | Chili | 0 – 2                                        | Paraguay | Estádio Nacional de Brasília, Brasilia Toeschouwers: 0 Scheidsrechter: Wilmar Roldán (COL) Video-assistent: Rafael Traci (BRA) |
| 24 juni Copa América 2021 Groep A № 737 «onderlinge duels» 21:00 uur (UTC−3) |       | 32' Braian Samudio 58' (pen.) Miguel Almirón |          | Estádio Nacional de Brasília, Brasilia Toeschouwers: 0 Scheidsrechter: Wilmar Roldán (COL) Video-assistent: Rafael Traci (BRA) |

|                                                                              |                           |       |          | |
| 28 juni Copa América 2021 Groep A № 738 «onderlinge duels» 21:00 uur (UTC−3) | Uruguay                   | 1 – 0 | Paraguay | Olympisch Stadion Nilton Santos, Rio de Janeiro Toeschouwers: 0 Scheidsrechter: Raphael Claus (BRA) Video-assistent: Wagner Reway (BRA) |
| 28 juni Copa América 2021 Groep A № 738 «onderlinge duels» 21:00 uur (UTC−3) | Edinson Cavani 21' (pen.) |       |          | Olympisch Stadion Nilton Santos, Rio de Janeiro Toeschouwers: 0 Scheidsrechter: Raphael Claus (BRA) Video-assistent: Wagner Reway (BRA) |

|                                                                                 |                                                                                             |              |                                                                                                 | |
| 2 juli Copa América 2021 Kwartfinale № 739 «onderlinge duels» 18:00 uur (UTC−3) | Peru                                                                                        | 3 – 3 (n.v.) | Paraguay                                                                                        | Estádio Olímpico Pedro Ludovico, Goiânia Toeschouwers: 0 Scheidsrechter: Esteban Ostojich (URU) Video-assistent: Mauro Vigliano (ARG) |
| 2 juli Copa América 2021 Kwartfinale № 739 «onderlinge duels» 18:00 uur (UTC−3) | Gustavo Gómez 21' (e.d.) Gianluca Lapadula 40' Yoshimar Yotún 80'                           |              | 11' Gustavo Gómez 54' Júnior Alonso 90' Gabriel Ávalos                                          | Estádio Olímpico Pedro Ludovico, Goiânia Toeschouwers: 0 Scheidsrechter: Esteban Ostojich (URU) Video-assistent: Mauro Vigliano (ARG) |
| 2 juli Copa América 2021 Kwartfinale № 739 «onderlinge duels» 18:00 uur (UTC−3) | Strafschoppen                                                                               |              |                                                                                                 | Estádio Olímpico Pedro Ludovico, Goiânia Toeschouwers: 0 Scheidsrechter: Esteban Ostojich (URU) Video-assistent: Mauro Vigliano (ARG) |
| 2 juli Copa América 2021 Kwartfinale № 739 «onderlinge duels» 18:00 uur (UTC−3) | Gianluca Lapadula Yoshimar Yotún Santiago Ormeño Renato Tapia Christian Cueva Miguel Trauco | 4 – 3        | Ángel Romero Júnior Alonso David Martínez Braian Samudio Robert Piris Da Motta Alberto Espínola | Estádio Olímpico Pedro Ludovico, Goiânia Toeschouwers: 0 Scheidsrechter: Esteban Ostojich (URU) Video-assistent: Mauro Vigliano (ARG) |

|  |  |  |  |  |  |  |  |  |

|                                                                             |                                                |       |          |                                                                                              |
| 2 september WK 2022 kwalificatie № 740 «onderlinge duels» 16:00 uur (UTC−5) | Ecuador                                        | 2 – 0 | Paraguay | Estadio Rodrigo Paz Delgado, Quito Toeschouwers: 12.000 Scheidsrechter: Andrés Matonte (URU) |
| 2 september WK 2022 kwalificatie № 740 «onderlinge duels» 16:00 uur (UTC−5) | Félix Torres Caicedo 88' Michael Estrada 90+5' |       |          | Estadio Rodrigo Paz Delgado, Quito Toeschouwers: 12.000 Scheidsrechter: Andrés Matonte (URU) |

|                                                                             |                      |       |                          |                                                                                                |
| 5 september WK 2022 kwalificatie № 741 «onderlinge duels» 18:00 uur (UTC−4) | Paraguay             | 1 – 1 | Colombia                 | Estadio Defensores del Chaco, Asuncion Toeschouwers: 7.000 Scheidsrechter: Raphael Claus (BRA) |
| 5 september WK 2022 kwalificatie № 741 «onderlinge duels» 18:00 uur (UTC−4) | Antonio Sanabria 40' |       | 53' (pen.) Juan Cuadrado | Estadio Defensores del Chaco, Asuncion Toeschouwers: 7.000 Scheidsrechter: Raphael Claus (BRA) |

|                                                                             |                                   |       |                     |                                                                                                |
| 9 september WK 2022 kwalificatie № 742 «onderlinge duels» 18:30 uur (UTC−4) | Paraguay                          | 2 – 1 | Venezuela           | Estadio Defensores del Chaco, Asuncion Toeschouwers: 5.000 Scheidsrechter: Roberto Tobar (CHI) |
| 9 september WK 2022 kwalificatie № 742 «onderlinge duels» 18:30 uur (UTC−4) | Héctor David Martínez 7' Kaku 46' |       | 90' Jhon Chancellor | Estadio Defensores del Chaco, Asuncion Toeschouwers: 5.000 Scheidsrechter: Roberto Tobar (CHI) |

|                                                                           |          |       |            | |
| 7 oktober WK 2022 kwalificatie № 743 «onderlinge duels» 20:00 uur (UTC−3) | Paraguay | 0 – 0 | Argentinië | Estadio Defensores del Chaco, Asuncion Toeschouwers: 34.000 Scheidsrechter: Anderson Daronco (BRA) |
| 7 oktober WK 2022 kwalificatie № 743 «onderlinge duels» 20:00 uur (UTC−3) |          |       |            | Estadio Defensores del Chaco, Asuncion Toeschouwers: 34.000 Scheidsrechter: Anderson Daronco (BRA) |

|                                                                            |                                    |       |          | |
| 10 oktober WK 2022 kwalificatie № 744 «onderlinge duels» 21:00 uur (UTC−3) | Chili                              | 2 – 0 | Paraguay | Estadio San Carlos de Apoquindo, Las Condes Toeschouwers: 10.800 Scheidsrechter: Néstor Pitana (ARG) |
| 10 oktober WK 2022 kwalificatie № 744 «onderlinge duels» 21:00 uur (UTC−3) | Ben Brereton 69' Mauricio Isla 72' |       |          | Estadio San Carlos de Apoquindo, Las Condes Toeschouwers: 10.800 Scheidsrechter: Néstor Pitana (ARG) |

|                                                                            |                                                                                            |       |          |                                                                                          |
| 14 oktober WK 2022 kwalificatie № 745 «onderlinge duels» 16:00 uur (UTC−4) | Bolivia                                                                                    | 4 – 0 | Paraguay | Estadio Hernando Siles, La Paz Toeschouwers: 12.000 Scheidsrechter: Andrés Matonte (URU) |
| 14 oktober WK 2022 kwalificatie № 745 «onderlinge duels» 16:00 uur (UTC−4) | Rodrigo Ramallo 21' Moisés Villarroel Angulo 53' Víctor Ábrego 84' Roberto Fernández 90+4' |       |          | Estadio Hernando Siles, La Paz Toeschouwers: 12.000 Scheidsrechter: Andrés Matonte (URU) |

|                                                                             |          |                         |       | |
| 11 november WK 2022 kwalificatie № 746 «onderlinge duels» 20:00 uur (UTC−3) | Paraguay | 0 – 1                   | Chili | Estadio Defensores del Chaco, Asuncion Toeschouwers: 42.354 Scheidsrechter: Patricio Loustau (ARG) |
| 11 november WK 2022 kwalificatie № 746 «onderlinge duels» 20:00 uur (UTC−3) |          | 56' (e.d.) Antony Silva |       | Estadio Defensores del Chaco, Asuncion Toeschouwers: 42.354 Scheidsrechter: Patricio Loustau (ARG) |

|                                                                             |          |       |          | |
| 16 november WK 2022 kwalificatie № 747 «onderlinge duels» 18:00 uur (UTC−5) | Colombia | 0 – 0 | Paraguay | Estadio Metropolitano Roberto Meléndez, Barranquilla Toeschouwers: 44.000 Scheidsrechter: Facundo Tello (ARG) |
| 16 november WK 2022 kwalificatie № 747 «onderlinge duels» 18:00 uur (UTC−5) |          |       |          | Estadio Metropolitano Roberto Meléndez, Barranquilla Toeschouwers: 44.000 Scheidsrechter: Facundo Tello (ARG) |

### 2022
|                                                                            |          |                 |         |                                                                                                |
| 27 januari WK 2022 kwalificatie № 748 «onderlinge duels» 20:00 uur (UTC−3) | Paraguay | 0 – 1           | Uruguay | Estadio General Pablo Rojas, Asuncion Toeschouwers: 36.000 Scheidsrechter: Darío Herrera (ARG) |
| 27 januari WK 2022 kwalificatie № 748 «onderlinge duels» 20:00 uur (UTC−3) |          | 50' Luis Suárez |         | Estadio General Pablo Rojas, Asuncion Toeschouwers: 36.000 Scheidsrechter: Darío Herrera (ARG) |

|                                                                            |                                                           |       |          |                                                                                   |
| 1 februari WK 2022 kwalificatie № 749 «onderlinge duels» 21:30 uur (UTC−3) | Brazilië                                                  | 4 – 0 | Paraguay | Mineirão, Belo Horizonte Toeschouwers: 32.344 Scheidsrechter: Facundo Tello (ARG) |
| 1 februari WK 2022 kwalificatie № 749 «onderlinge duels» 21:30 uur (UTC−3) | Raphinha 28' Philippe Coutinho 62' Antony 86' Rodrygo 88' |       |          | Mineirão, Belo Horizonte Toeschouwers: 32.344 Scheidsrechter: Facundo Tello (ARG) |

|                                                                          |                                                                   |       |                          | |
| 24 maart WK 2022 kwalificatie № 750 «onderlinge duels» 20:30 uur (UTC−3) | Paraguay                                                          | 3 – 1 | Ecuador                  | Estadio Antonio Aranda, Ciudad del Este Toeschouwers: 10.000 Scheidsrechter: Jesús Valenzuela (VEN) |
| 24 maart WK 2022 kwalificatie № 750 «onderlinge duels» 20:30 uur (UTC−3) | Robert Morales 10' Piero Hincapié 45+6' (e.d.) Miguel Almirón 54' |       | 85' (pen.) Jordy Caicedo | Estadio Antonio Aranda, Ciudad del Este Toeschouwers: 10.000 Scheidsrechter: Jesús Valenzuela (VEN) |

|                                                                          |                                         |       |          |                                                                                      |
| 29 maart WK 2022 kwalificatie № 751 «onderlinge duels» 18:30 uur (UTC−5) | Peru                                    | 2 – 0 | Paraguay | Estadio Nacional, Lima Toeschouwers: 40.000 Scheidsrechter: Fernando Rapallini (ARG) |
| 29 maart WK 2022 kwalificatie № 751 «onderlinge duels» 18:30 uur (UTC−5) | Gianluca Lapadula 5' Yoshimar Yotún 42' |       |          | Estadio Nacional, Lima Toeschouwers: 40.000 Scheidsrechter: Fernando Rapallini (ARG) |

|                                                                     |                                                                   |       |                     | |
| 2 juni Vriendschappelijk № 752 «onderlinge duels» 19:00 uur (UTC+9) | Japan                                                             | 4 – 1 | Paraguay            | Sapporo Dome, Sapporo Toeschouwers: 24.511 Scheidsrechter: Chris Beath (AUS) Video-assistent: Alireza Faghani (IRN) |
| 2 juni Vriendschappelijk № 752 «onderlinge duels» 19:00 uur (UTC+9) | Takuma Asano 36' Daichi Kamada 42' Kaoru Mitoma 61' Ao Tanaka 85' |       | 60' Derlis González | Sapporo Dome, Sapporo Toeschouwers: 24.511 Scheidsrechter: Chris Beath (AUS) Video-assistent: Alireza Faghani (IRN) |

|                                                                      |                                         |       |                                       | |
| 10 juni Vriendschappelijk № 753 «onderlinge duels» 20:00 uur (UTC+9) | Zuid-Korea                              | 2 – 2 | Paraguay                              | Suwon World Cupstadion, Suwon Toeschouwers: 40.228 Scheidsrechter: Jérémie Pignard (FRA) Video-assistent: Choi Hyun-jae (KOR) |
| 10 juni Vriendschappelijk № 753 «onderlinge duels» 20:00 uur (UTC+9) | Son Heung-min 66' Jeong Woo-yeong 90+3' |       | 23' Miguel Almirón 49' Miguel Almirón | Suwon World Cupstadion, Suwon Toeschouwers: 40.228 Scheidsrechter: Jérémie Pignard (FRA) Video-assistent: Choi Hyun-jae (KOR) |

|                                                                          |        |                     |          |                                                                                        |
| 31 augustus Vriendschappelijk № 754 «onderlinge duels» 21:00 uur (UTC−4) | Mexico | 0 – 1               | Paraguay | Mercedes-Benz Stadium, Atlanta Toeschouwers: 51.387 Scheidsrechter: Nima Saghafi (USA) |
| 31 augustus Vriendschappelijk № 754 «onderlinge duels» 21:00 uur (UTC−4) |        | 50' Derlis González |          | Mercedes-Benz Stadium, Atlanta Toeschouwers: 51.387 Scheidsrechter: Nima Saghafi (USA) |

|                                                                           |                     |       |        |                                                                               |
| 23 september Vriendschappelijk № 755 «onderlinge duels» 18:00 uur (UTC+2) | Paraguay            | 1 – 0 | V.A.E. | Stadion Wiener Neustadt, Wiener Neustadt Scheidsrechter: Harald Lechner (AUT) |
| 23 september Vriendschappelijk № 755 «onderlinge duels» 18:00 uur (UTC+2) | Fabián Balbuena 85' |       |        | Stadion Wiener Neustadt, Wiener Neustadt Scheidsrechter: Harald Lechner (AUT) |

|                                                                           |          |       |         |                                                                                                 |
| 27 september Vriendschappelijk № 756 «onderlinge duels» 21:00 uur (UTC+2) | Paraguay | 0 – 0 | Marokko | Estadio Benito Villamarín, Sevilla Toeschouwers: 12.000 Scheidsrechter: Jesús Gil Manzano (ESP) |
| 27 september Vriendschappelijk № 756 «onderlinge duels» 21:00 uur (UTC+2) |          |       |         | Estadio Benito Villamarín, Sevilla Toeschouwers: 12.000 Scheidsrechter: Jesús Gil Manzano (ESP) |

|                                                                          |                 |       |          |                                                                               |
| 16 november Vriendschappelijk № 757 «onderlinge duels» 20:00 uur (UTC−5) | Peru            | 1 – 0 | Paraguay | Estadio Nacional, Lima Toeschouwers: 20.000 Scheidsrechter: Jhon Ospina (COL) |
| 16 november Vriendschappelijk № 757 «onderlinge duels» 20:00 uur (UTC−5) | Alex Valera 49' |       |          | Estadio Nacional, Lima Toeschouwers: 20.000 Scheidsrechter: Jhon Ospina (COL) |

|                                                                          |                                         |       |          |                                                                                            |
| 19 november Vriendschappelijk № 758 «onderlinge duels» 20:20 uur (UTC−5) | Colombia                                | 2 – 0 | Paraguay | DRV PNK Stadium, Fort Lauderdale Toeschouwers: 15.237 Scheidsrechter: Rubiel Vazquez (USA) |
| 19 november Vriendschappelijk № 758 «onderlinge duels» 20:20 uur (UTC−5) | Davinson Sánchez 14' Radamel Falcao 76' |       |          | DRV PNK Stadium, Fort Lauderdale Toeschouwers: 15.237 Scheidsrechter: Rubiel Vazquez (USA) |

### 2023
|                                                                       |                                                             |       |                                     |                                                                                                 |
| 27 maart Vriendschappelijk № 759 «onderlinge duels» 21:30 uur (UTC−3) | Chili                                                       | 3 – 2 | Paraguay                            | Estadio Nacional, Santiago Toeschouwers: 30.000 Scheidsrechter: Flavio Rodrigues de Souza (BRA) |
| 27 maart Vriendschappelijk № 759 «onderlinge duels» 21:30 uur (UTC−3) | Paulo Díaz 25' Alexis Sánchez 76' Antony Silva 90+3' (e.d.) |       | 32' Matías Rojas 34' Gabriel Ávalos | Estadio Nacional, Santiago Toeschouwers: 30.000 Scheidsrechter: Flavio Rodrigues de Souza (BRA) |

|                                                                      |                                        |       |           |                                                                                                  |
| 18 juni Vriendschappelijk № 760 «onderlinge duels» 10:30 uur (UTC−4) | Paraguay                               | 2 – 0 | Nicaragua | Estadio Defensores del Chaco, Asuncion Toeschouwers: 20.000 Scheidsrechter: Gustavo Tejeda (URU) |
| 18 juni Vriendschappelijk № 760 «onderlinge duels» 10:30 uur (UTC−4) | Miguel Almirón 62' Fabián Balbuena 78' |       |           | Estadio Defensores del Chaco, Asuncion Toeschouwers: 20.000 Scheidsrechter: Gustavo Tejeda (URU) |

|                                                                             |          |       |      |                                                                                                   |
| 7 september WK 2026 kwalificatie № 761 «onderlinge duels» 18:30 uur (UTC−4) | Paraguay | 0 – 0 | Peru | Estadio Antonio Aranda, Ciudad del Este Toeschouwers: 16.211 Scheidsrechter: Andrés Matonte (URU) |
| 7 september WK 2026 kwalificatie № 761 «onderlinge duels» 18:30 uur (UTC−4) |          |       |      | Estadio Antonio Aranda, Ciudad del Este Toeschouwers: 16.211 Scheidsrechter: Andrés Matonte (URU) |

|                                                                              |                             |       |          |                                                                                     |
| 12 september WK 2026 kwalificatie № 762 «onderlinge duels» 18:00 uur (UTC−4) | Venezuela                   | 1 – 0 | Paraguay | Estadio Monumental, Maturín Toeschouwers: 34.187 Scheidsrechter: Andrés Rojas (COL) |
| 12 september WK 2026 kwalificatie № 762 «onderlinge duels» 18:00 uur (UTC−4) | Salomón Rondón 90+3' (pen.) |       |          | Estadio Monumental, Maturín Toeschouwers: 34.187 Scheidsrechter: Andrés Rojas (COL) |

|                                                                            |                     |       |          |                                                                                      |
| 12 oktober WK 2026 kwalificatie № 763 «onderlinge duels» 20:00 uur (UTC−3) | Argentinië          | 1 – 0 | Paraguay | El Monumental, Buenos Aires Toeschouwers: 80.000 Scheidsrechter: Raphael Claus (BRA) |
| 12 oktober WK 2026 kwalificatie № 763 «onderlinge duels» 20:00 uur (UTC−3) | Nicolás Otamendi 3' |       |          | El Monumental, Buenos Aires Toeschouwers: 80.000 Scheidsrechter: Raphael Claus (BRA) |

|                                                                            |                      |       |         |                                                                                                  |
| 17 oktober WK 2026 kwalificatie № 764 «onderlinge duels» 19:30 uur (UTC−3) | Paraguay             | 1 – 0 | Bolivia | Estadio Defensores del Chaco, Asuncion Toeschouwers: 30.681 Scheidsrechter: Gustavo Tejera (URU) |
| 17 oktober WK 2026 kwalificatie № 764 «onderlinge duels» 19:30 uur (UTC−3) | Antonio Sanabria 69' |       |         | Estadio Defensores del Chaco, Asuncion Toeschouwers: 30.681 Scheidsrechter: Gustavo Tejera (URU) |

|                                                                             |       |       |          | |
| 16 november WK 2026 kwalificatie № 765 «onderlinge duels» 21:30 uur (UTC−3) | Chili | 0 – 0 | Paraguay | Estadio Monumental David Arellano, Santiago Toeschouwers: 30.076 Scheidsrechter: Fernando Rapallini (ARG) |
| 16 november WK 2026 kwalificatie № 765 «onderlinge duels» 21:30 uur (UTC−3) |       |       |          | Estadio Monumental David Arellano, Santiago Toeschouwers: 30.076 Scheidsrechter: Fernando Rapallini (ARG) |

|                                                                             |          |                                |          | |
| 21 november WK 2026 kwalificatie № 766 «onderlinge duels» 20:00 uur (UTC−3) | Paraguay | 0 – 1                          | Colombia | Estadio Defensores del Chaco, Asuncion Toeschouwers: 25.190 Scheidsrechter: Jesús Valenzuela (VEN) |
| 21 november WK 2026 kwalificatie № 766 «onderlinge duels» 20:00 uur (UTC−3) |          | 11' (pen.) Rafael Santos Borré |          | Estadio Defensores del Chaco, Asuncion Toeschouwers: 25.190 Scheidsrechter: Jesús Valenzuela (VEN) |

### 2024
|                            |         |             |          |                   |
| 25 maart Vriendschappelijk | Rusland | Geannuleerd | Paraguay | VTB Arena, Moskou |
| 25 maart Vriendschappelijk |         |             |          | VTB Arena, Moskou |

|                                                                     |      |       |          |                                                                                            |
| 7 juni Vriendschappelijk № 767 «onderlinge duels» 19:30 uur (UTC−5) | Peru | 0 – 0 | Paraguay | Estadio Monumental "U", Lima Toeschouwers: 60.000 Scheidsrechter: Guillermo Guerrero (ECU) |
| 7 juni Vriendschappelijk № 767 «onderlinge duels» 19:30 uur (UTC−5) |      |       |          | Estadio Monumental "U", Lima Toeschouwers: 60.000 Scheidsrechter: Guillermo Guerrero (ECU) |

|                                                                      |                                                        |       |          |                                                                                        |
| 11 juni Vriendschappelijk № 768 «onderlinge duels» 20:00 uur (UTC−4) | Chili                                                  | 3 – 0 | Paraguay | Estadio Nacional, Santiago Toeschouwers: 30.076 Scheidsrechter: Pablo Echavarría (ARG) |
| 11 juni Vriendschappelijk № 768 «onderlinge duels» 20:00 uur (UTC−4) | Víctor Dávila 17' Víctor Dávila 37' Eduardo Vargas 53' |       |          | Estadio Nacional, Santiago Toeschouwers: 30.076 Scheidsrechter: Pablo Echavarría (ARG) |

|                                                                      |        |                       |          |                                                                                             |
| 16 juni Vriendschappelijk № 769 «onderlinge duels» 17:30 uur (UTC−5) | Panama | 0 – 1                 | Paraguay | Estadio Rommel Fernández, Panama-Stad Toeschouwers: 5.000 Scheidsrechter: David Gómez (CRC) |
| 16 juni Vriendschappelijk № 769 «onderlinge duels» 17:30 uur (UTC−5) |        | 25' Gustavo Velázquez |          | Estadio Rommel Fernández, Panama-Stad Toeschouwers: 5.000 Scheidsrechter: David Gómez (CRC) |

| Copa América 2024 |
| ----------------- |

|                                                                         |                                      |       |                  |                                                                               |
| 24 juni Copa América Groep D № 770 «onderlinge duels» 17:00 uur (UTC−5) | Colombia                             | 2 – 1 | Paraguay         | NRG Stadium, Houston Toeschouwers: 67.059 Scheidsrechter: Darío Herrera (ARG) |
| 24 juni Copa América Groep D № 770 «onderlinge duels» 17:00 uur (UTC−5) | Daniel Muñoz 32' Jefferson Lerma 42' |       | 69' Julio Enciso | NRG Stadium, Houston Toeschouwers: 67.059 Scheidsrechter: Darío Herrera (ARG) |

|                                                                         |                   |       |                                                                              |                                                                                   |
| 28 juni Copa América Groep D № 771 «onderlinge duels» 18:00 uur (UTC−7) | Paraguay          | 1 – 4 | Brazilië                                                                     | Allegiant Stadium, Paradise Toeschouwers: 46.939 Scheidsrechter: Piero Maza (CHI) |
| 28 juni Copa América Groep D № 771 «onderlinge duels» 18:00 uur (UTC−7) | Omar Alderete 48' |       | 35' Vinícius Júnior 43' Sávio 45+5' Vinícius Júnior 65' (pen.) Lucas Paquetá | Allegiant Stadium, Paradise Toeschouwers: 46.939 Scheidsrechter: Piero Maza (CHI) |

|                                                                        |                                       |       |                |                                                                           |
| 2 juli Copa América Groep D № 772 «onderlinge duels» 20:00 uur (UTC−5) | Costa Rica                            | 2 – 1 | Paraguay       | Q2 Stadium, Austin Toeschouwers: 12.765 Scheidsrechter: Yael Falcón (ARG) |
| 2 juli Copa América Groep D № 772 «onderlinge duels» 20:00 uur (UTC−5) | Francisco Calvo 3' Josimar Alcócer 7' |       | 55' Ramón Sosa | Q2 Stadium, Austin Toeschouwers: 12.765 Scheidsrechter: Yael Falcón (ARG) |

|  |  |  |  |  |  |  |  |  |

|                                                                             |         |       |          |                                                                                         |
| 6 september WK 2026 kwalificatie № 773 «onderlinge duels» 20:30 uur (UTC−3) | Uruguay | 0 – 0 | Paraguay | Estadio Centenario, Montevideo Toeschouwers: 47.741 Scheidsrechter: Darío Herrera (ARG) |
| 6 september WK 2026 kwalificatie № 773 «onderlinge duels» 20:30 uur (UTC−3) |         |       |          | Estadio Centenario, Montevideo Toeschouwers: 47.741 Scheidsrechter: Darío Herrera (ARG) |

|                                                                              |                 |       |          |                                                                                                  |
| 10 september WK 2026 kwalificatie № 774 «onderlinge duels» 20:30 uur (UTC−4) | Paraguay        | 1 – 0 | Brazilië | Estadio Defensores del Chaco, Asuncion Toeschouwers: 31.962 Scheidsrechter: Andrés Matonte (URU) |
| 10 september WK 2026 kwalificatie № 774 «onderlinge duels» 20:30 uur (UTC−4) | Diego Gómez 20' |       |          | Estadio Defensores del Chaco, Asuncion Toeschouwers: 31.962 Scheidsrechter: Andrés Matonte (URU) |

|                                                                            |         |       |          |                                                                                             |
| 10 oktober WK 2026 kwalificatie № 775 «onderlinge duels» 16:00 uur (UTC−5) | Ecuador | 0 – 0 | Paraguay | Estadio Rodrigo Paz Delgado, Quito Toeschouwers: 31.000 Scheidsrechter: Raphael Claus (BRA) |
| 10 oktober WK 2026 kwalificatie № 775 «onderlinge duels» 16:00 uur (UTC−5) |         |       |          | Estadio Rodrigo Paz Delgado, Quito Toeschouwers: 31.000 Scheidsrechter: Raphael Claus (BRA) |

|                                                                            |                                           |       |                  |                                                                                              |
| 15 oktober WK 2026 kwalificatie № 776 «onderlinge duels» 20:00 uur (UTC−3) | Paraguay                                  | 2 – 1 | Venezuela        | Estadio Defensores del Chaco, Asuncion Toeschouwers: 28.531 Scheidsrechter: Piero Maza (CHI) |
| 15 oktober WK 2026 kwalificatie № 776 «onderlinge duels» 20:00 uur (UTC−3) | Antonio Sanabria 59' Antonio Sanabria 74' |       | 25' Jon Aramburu | Estadio Defensores del Chaco, Asuncion Toeschouwers: 28.531 Scheidsrechter: Piero Maza (CHI) |

|                                                                             |                                        |       |                      | |
| 14 november WK 2026 kwalificatie № 777 «onderlinge duels» 20:30 uur (UTC−3) | Paraguay                               | 2 – 1 | Argentinië           | Estadio Defensores del Chaco, Asuncion Toeschouwers: 32.200 Scheidsrechter: Anderson Daronco (BRA) |
| 14 november WK 2026 kwalificatie № 777 «onderlinge duels» 20:30 uur (UTC−3) | Antonio Sanabria 19' Omar Alderete 47' |       | 11' Lautaro Martínez | Estadio Defensores del Chaco, Asuncion Toeschouwers: 32.200 Scheidsrechter: Anderson Daronco (BRA) |

|                                                                             |                                           |       |                                       |                                                                                                 |
| 19 november WK 2026 kwalificatie № 778 «onderlinge duels» 16:00 uur (UTC−4) | Bolivia                                   | 2 – 2 | Paraguay                              | Estadio Municipal de El Alto, El Alto Toeschouwers: 18.655 Scheidsrechter: Andrés Matonte (URU) |
| 19 november WK 2026 kwalificatie № 778 «onderlinge duels» 16:00 uur (UTC−4) | Ervin Vaca 15' Miguel Terceros 80' (pen.) |       | 71' Miguel Almirón 90+1' Julio Enciso | Estadio Municipal de El Alto, El Alto Toeschouwers: 18.655 Scheidsrechter: Andrés Matonte (URU) |

### 2025
|                                                                          |                   |       |       |                                                                                                 |
| 20 maart WK 2026 kwalificatie № 779 «onderlinge duels» 20:00 uur (UTC−3) | Paraguay          | 1 – 0 | Chili | Estadio Defensores del Chaco, Asuncion Toeschouwers: 31.193 Scheidsrechter: Raphael Claus (BRA) |
| 20 maart WK 2026 kwalificatie № 779 «onderlinge duels» 20:00 uur (UTC−3) | Omar Alderete 60' |       |       | Estadio Defensores del Chaco, Asuncion Toeschouwers: 31.193 Scheidsrechter: Raphael Claus (BRA) |

|                                                                          |                             |       |                                      | |
| 25 maart WK 2026 kwalificatie № 780 «onderlinge duels» 19:00 uur (UTC−5) | Colombia                    | 2 – 2 | Paraguay                             | Estadio Metropolitano Roberto Meléndez, Barranquilla Toeschouwers: 42.262 Scheidsrechter: Facundo Tello (ARG) |
| 25 maart WK 2026 kwalificatie № 780 «onderlinge duels» 19:00 uur (UTC−5) | Luis Díaz 1' Jhon Durán 13' |       | 45+4' Júnior Alonso 62' Julio Enciso | Estadio Metropolitano Roberto Meléndez, Barranquilla Toeschouwers: 42.262 Scheidsrechter: Facundo Tello (ARG) |

|                                                           |          |   |         |                               |
| juni WK 2026 kwalificatie № 781 «onderlinge duels» n.n.b. | Paraguay | – | Uruguay | n.n.b. Scheidsrechter: n.n.b. |
| juni WK 2026 kwalificatie № 781 «onderlinge duels» n.n.b. |          |   |         | n.n.b. Scheidsrechter: n.n.b. |

|                                                           |          |   |          |                               |
| juni WK 2026 kwalificatie № 782 «onderlinge duels» n.n.b. | Brazilië | – | Paraguay | n.n.b. Scheidsrechter: n.n.b. |
| juni WK 2026 kwalificatie № 782 «onderlinge duels» n.n.b. |          |   |          | n.n.b. Scheidsrechter: n.n.b. |

|                                                                |          |   |         |                               |
| september WK 2026 kwalificatie № 783 «onderlinge duels» n.n.b. | Paraguay | – | Ecuador | n.n.b. Scheidsrechter: n.n.b. |
| september WK 2026 kwalificatie № 783 «onderlinge duels» n.n.b. |          |   |         | n.n.b. Scheidsrechter: n.n.b. |

|                                                                |      |   |          |                               |
| september WK 2026 kwalificatie № 784 «onderlinge duels» n.n.b. | Peru | – | Paraguay | n.n.b. Scheidsrechter: n.n.b. |
| september WK 2026 kwalificatie № 784 «onderlinge duels» n.n.b. |      |   |          | n.n.b. Scheidsrechter: n.n.b. |

APF · A-internationals · Selecties · Bondscoaches · Paraguayaans vrouwenelftal · Paraguay U21 · Paraguay U20 · Paraguay U19 · Paraguay U18 · Paraguay U17
1919 – 1929 · 
1930 – 1939 · 
1940 – 1949 · 
1950 – 1959 · 
1960 – 1969 · 
1970 – 1979 · 
1980 – 1989 · 
1990 – 1999 · 
2000 – 2009 · 
2010 – 2019 ·
2020 − 2029
WK 1930 · 
WK 1950 · 
WK 1958 · 
WK 1986 · 
WK 1998 · 
WK 2002 · 
WK 2006 · 
WK 2010
OS 1992 · 
OS 2004
1919 · 
1920 · 
1921 · 
1922 · 
1923 · 
1924 · 
1925 · 
1926 · 
1927 · 
1928 · 
1929 · 
1930 · 
1931 · 
1932–1936 · 
1937 · 
1938 · 
1939 · 
1940 · 
1941 · 
1942 · 
1943 · 
1944 · 
1945 · 
1946 · 
1947 · 
1948 · 
1949 · 
1950 · 
1951–1952 · 
1953 · 
1954 · 
1955 · 
1956 · 
1957 · 
1958 · 
1959 · 
1960 · 
1961 · 
1962 · 
1963 · 
1964 · 
1965 · 
1966 · 
1967 · 
1968 · 
1969 · 
1970 · 
1971 · 
1972 · 
1973 · 
1974 · 
1975 · 
1976 · 
1977 · 
1978 · 
1979 · 
1980 · 
1981 · 
1982 · 
1983 · 
1984 · 
1985 · 
1986 · 
1987 · 
1988 · 
1989 · 
1990 · 
1991 · 
1992 · 
1993 · 
1994 · 
1995 · 
1996 · 
1997 · 
1998 · 
1999 · 
2000 · 
2001 · 
2002 · 
2003 · 
2004 · 
2005 · 
2006 · 
2007 · 
2008 · 
2009 · 
2010 · 
2011 · 
2012 · 
2013 · 
2014 · 
2015 · 
2016 ·
2017 ·
2018 ·
2019 ·
2020 ·
2021 ·
2022
Argentinië ·
Armenië ·
Australië ·
Bahrein ·
België ·
Bolivia ·
Bosnië en Herzegovina · 
Brazilië ·
Bulgarije ·
Canada ·
Chili ·
China ·
Colombia ·
Costa Rica ·
Denemarken ·
Duitsland ·
Ecuador ·
El Salvador ·
Engeland ·
Frankrijk ·
Georgië ·
Griekenland ·
Guadeloupe ·
Guatemala ·
Honduras ·
Hongarije ·
Hongkong ·
Ierland ·
Indonesië ·
Irak ·
Iran ·
Italië ·
Ivoorkust ·
Jamaica ·
Japan ·
Joegoslavië ·
Jordanië ·
Kameroen ·
Marokko ·
Mexico ·
Nederland ·
Nicaragua ·
Nieuw-Zeeland ·
Nigeria ·
Noord-Korea ·
Noord-Macedonië ·
Noorwegen ·
Oman ·
Oostenrijk ·
Panama ·
Peru ·
Polen ·
Portugal ·
Qatar ·
Roemenië ·
Saoedi-Arabië ·
Schotland ·
Servië ·
Slovenië ·
Slowakije ·
Spanje ·
Togo ·
Trinidad en Tobago ·
Tsjechië ·
Turkije ·
Uruguay ·
Venezuela ·
Verenigde Arabische Emiraten ·
Verenigde Staten ·
Wales ·
Zuid-Afrika ·
Zuid-Korea ·
Zweden
Engeland (2006) · 
Italië (2010) · 
Slovenië (2002) · 
Spanje (2002) · 
Trinidad en Tobago (2006) · 
Zuid-Afrika (2002) · 
Zweden (2006)
CONMEBOL: Argentinië · Bolivia · Brazilië · Chili · Colombia · Ecuador · Paraguay · Peru · Uruguay · Venezuela

UEFA: Albanië · Andorra · Armenië · Azerbeidzjan · België · Bosnië en Herzegovina · Bulgarije · Cyprus · Denemarken · Duitsland · Engeland · Estland · Faeröer · Finland · Frankrijk · Georgië · Gibraltar · Griekenland · Hongarije · IJsland · Ierland · Israël · Italië · Kazachstan · Kosovo · Kroatië · Letland · Liechtenstein · Litouwen · Luxemburg · Malta · Moldavië · Montenegro · Nederland · Noord-Ierland · Noord-Macedonië · Noorwegen · Oekraïne · Oostenrijk · Polen · Portugal · Roemenië · Rusland · San Marino · Schotland · Servië · Slovenië · Slowakije · Spanje · Tsjechië · Turkije · Wales · Wit-Rusland · Zweden · Zwitserland

AFC: Australië · China · Irak · Iran · Japan · Libanon · Oezbekistan · Oman · Qatar · Saoedi-Arabië · Syrië · Verenigde Arabische Emiraten · Vietnam · Zuid-Korea

CAF: Algerije · Burkina Faso · Congo-Kinshasa · Egypte · Ghana · Ivoorkust · Kaapverdië · Kameroen · Mali · Marokko · Nigeria · Senegal · Tunesië · Zuid-Afrika

CONCACAF: Canada · Costa Rica · Curaçao · El Salvador · Honduras · Jamaica · Mexico · Panama · Suriname · Verenigde Staten

OFC: Nieuw-Zeeland